# Чалый, Пётр Фёдорович
Пётр Фёдорович Чалый (укр. Петро Федорович Чалий; род. 29 марта 1944, Винница, Украинская ССР, СССР ) — украинский дипломат, Чрезвычайный и Полномочный Посол Украины в Молдове (2000—2007).

## Биография
Родился 29 марта 1944 года в г. Виннице.
Окончил Киевский государственный университет им. Шевченко, правоведение. Кандидат юридических наук. Владеет иностранными языками: русским, английским.
С 1961 по 1962 год — работал токарем Винницкого агрегатного завода.
С 1962 по 1963 год — плиточник-штукатур БМЦ № 1 Винницкого строительно-монтажного треста.
С 1963 по 1966 год — служба в армии.
С 1966 по 1967 год — плиточник-штукатур СМУ-машстрой, Винница.
С 1967 по 1972 год — студент Киевского государственного университета им. Шевченко.
С 1975 по 1980 год — младший научный сотрудник Института государства и права АН Украины.
С 1980 по 1983 год — учёный секретарь Института государства и права АН Украины.
С 1983 по 1987 год — старший научный сотрудник Института государства и права АН Украины.
С 1987 по 1989 год — старший научный сотрудник Киевской высшей партийной школы ЦК КПУ.
С 1989 по 1990 год — старший преподаватель Высшей партийной школы ЦК Компартии Украины.
С 1990 по 1991 год — и.о. заведующего сектором гражданства Секретариата Верховной Рады Украины.
С 1991 по 1992 год — заведующий сектором гражданства Секретариата Верховной Рады Украины.
С 26 сентября 1994 по 1996 год — заведующий отделом по вопросам гражданства Администрации Президента Украины.
С 28 декабря 1996 по 24 января 2000 года — заведующий отделом гражданства Администрации Президента Украины.
С 20 декабря 2000 по 3 марта 2007 года — Чрезвычайный и Полномочный Посол Украины в Молдове.

## Дипломатический ранг
Чрезвычайный и Полномочный Посол (26 марта 2003)

## Награды
- Орден Почёта (17 марта 2007 года, Молдавия) — в знак глубокой признательности за особый вклад в развитие и углубление молдо-украинских отношений[7]